# Istanbul Museum of Modern Art

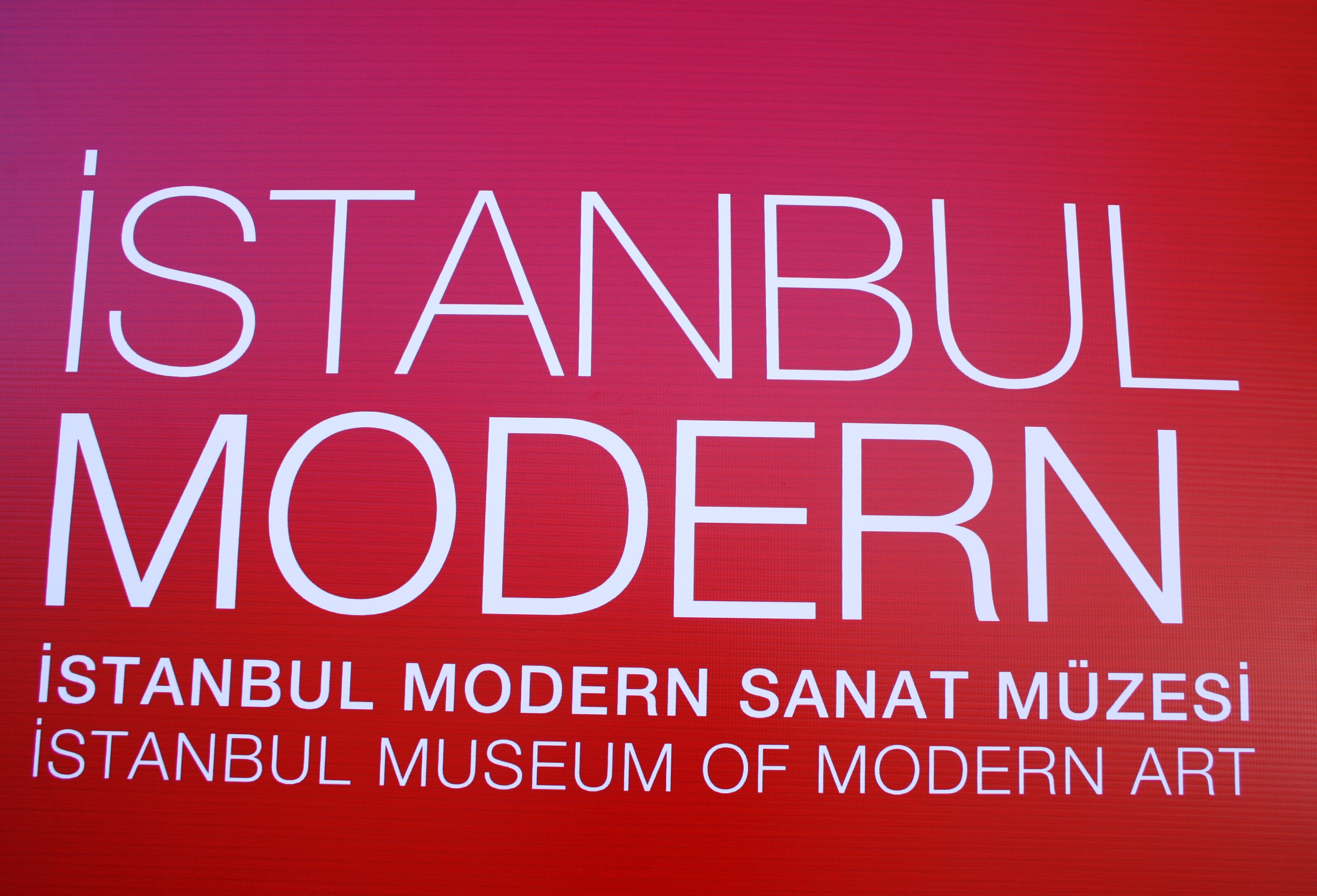
Istanbul Modern.

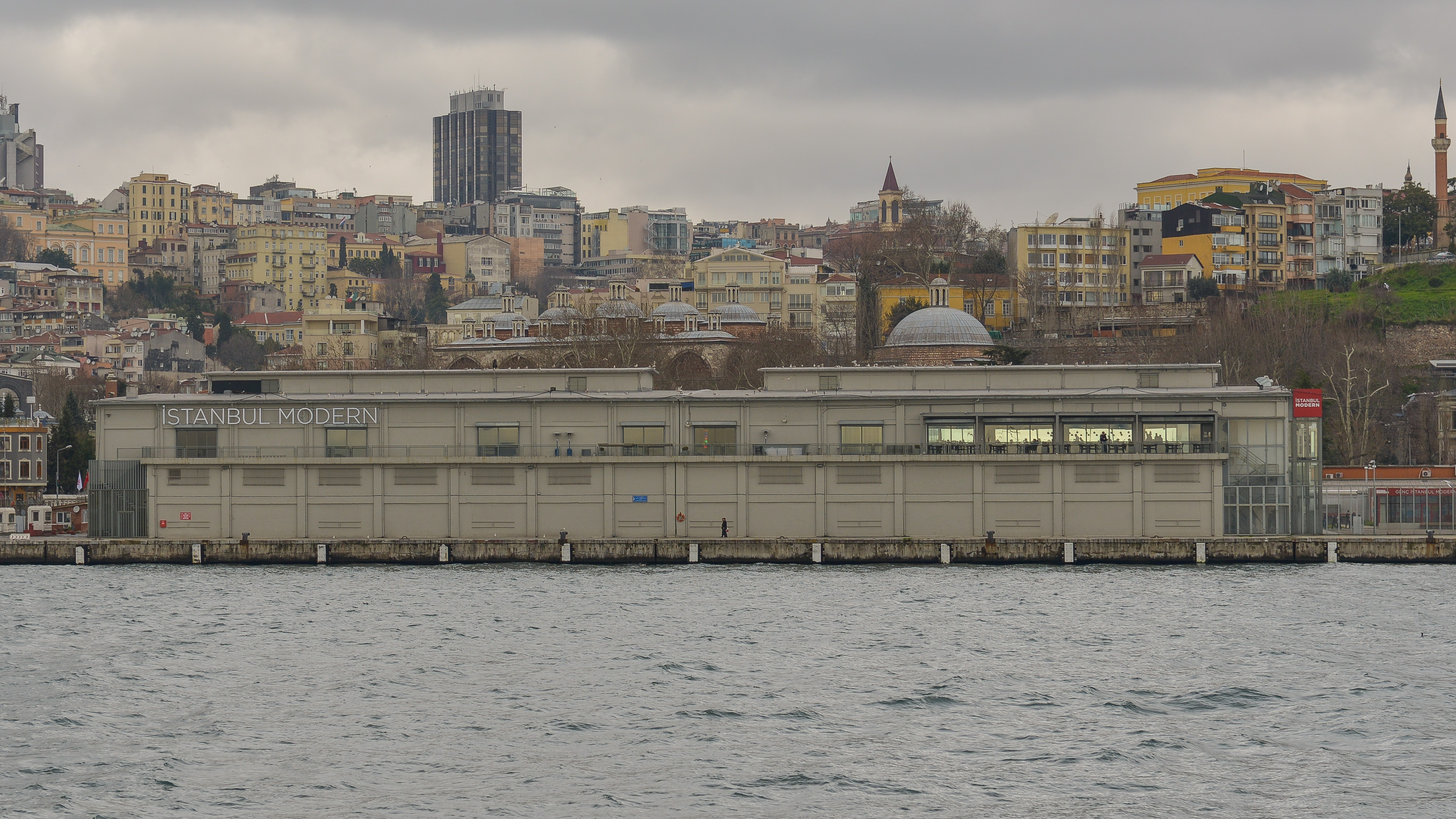
Museet sett från vattnet.

Istanbul Museum of Modern Art (Istanbul Modern, på turkiska İstanbul Modern Sanat Müzesi, är ett konstmuseum för samtida konst vid Bosporen i distriktet Beyoğlu i den europeiska delen av Istanbul i Turkiet. 
Istanbul Museum of Modern Art visar framför allt verk av turskiska konstnärer, Det ligger i ett renoverat varulager och invigdes i december 2004.